# Mesembryanthemoideae
Die Mesembryanthemoideae sind eine Unterfamilie der Familie der Mittagsblumengewächse (Aizoaceae) innerhalb der Ordnung der Nelkenartigen (Caryophyllales).

## Beschreibung

### Vegetative Merkmale
Die Mitglieder der Unterfamilie Mesembryanthemoideae sind einjährige oder zweijährige krautige Pflanzen, kleine bis große Sträucher oder Geophyten. Sie wachsen liegend, niederliegend oder aufrecht, manchmal büschelförmig und nur selten kriechend. Ihre Wurzeln sind manchmal verdickt. Die Internodien sind krautig, holzig oder sukkulent. Sie sind entweder grün und assimilierend oder deutlich korkig. Die Internodien sind drehrund, winklig oder geflügelt und enthalten in ihrer Rinde meist zusätzliche Leitbündel. Ihre flachen bis (fast) zylindrischen oder leicht rinnenförmigen Laubblätter sitzen kreuzgegenständig und werden bei der Ausbildung des Blütenstandes häufig wechselständig oder sie sind durchgängig wechselständig. Kreuzgegenständige Laubblätter sind meistens an ihrer Basis kurz miteinander verwachsen. Die Laubblätter sind ausdauernd, vertrocknend oder abfallend. Zylindrische Laubblätter enthalten häufig vergrößerte zentrale wasserspeichernde Zellen. Die Blasenzellen in der Epidermis sind groß bis stark abgeflacht und dann anscheinend fehlend. Sie sind meist mesomorph, manchmal aber auch xeromorph.

### Blütenstände und Blüten
Die Blüten erscheinen einzeln oder in einem zymösen Blütenstand und erreichen Durchmesser von 10 bis 60 Millimeter. Es sind vier bis fünf Kelchblätter vorhanden. Die rosafarbenen, lachsfarben, orangen, gelben, cremefarben, sandfarben, grünlichen oder weißen Kronblättern sind mit den Kelchblättern meistens zu einer kurzen oder langen Röhre verwachsen. Manchmal sind sie an ihrer Basis jedoch frei. Die Kronblätter sind fadenförmig oder schmal lanzettlich geformt und nur selten stark zurückgebildet. Fadenförmige Staminodien können vorhanden sein oder fehlen. Die Staubblätter sind glatt und weisen keine Papillen auf. Die Kronblätter gehen häufig in fadenförmige Staminodien und Staubblätter über. Manchmal sind die Fortpflanzungsorgane durch die fadenförmigen Staminodien oder die inneren Kronblätter verborgen. Die vier oder fünf voneinander getrennten Nektarien sind muschel- oder röhrenförmig und nur selten zurückgebildet. Der mittelständige bis oberständige Fruchtknoten ist septiert und enthält zentralwinkelständige Samenanlagen.

### Früchte und Samen
Die Früchte sind fachspaltige, hygrochastische Kapselfrüchte oder sind selten nussähnlich. Sie öffnen und schließen sich mit Hilfe von Quellleisten. Die Früchte besitzen für gewöhnlich Klappenflügel, die nach unten oder oben gebogen sein können und paarweise miteinander verwachsen sind. Nur selten fehlen die Klappenflügel. Die Früchte sind vier- oder fünffächrig und nur selten dreifächrig. Sie enthalten breit oder schmal eiförmige, dreieckige, D-förmige, nierenförmige oder birnenförmigen Samen. Die schwarzen, braunen, gelben oder weißlichen Samen besitzen eine glatte oder raue Samenschale mit oder ohne deutlichem Kranz.

### Zytologie
Die Chromosomengrundzahl beträgt x = 9.

## Verbreitung
Die Unterfamilie Mesembryanthemoideae ist im Südwesten Angolas, im Südwesten Australiens, auf den Azoren, den Kanarischen Inseln, den Kapverdischen Inseln, im Irak, im Iran, in Mauretanien, im Mittelmeerraum, in Namibia, im Norden Afrikas, in Palästina, auf St. Helena, in der Türkei, in Kalifornien sowie den südafrikanischen Provinzen Ostkap, Free State, Nordkap und Westkap verbreitet. Die Arten wachsen meist an gestörten Orten, hauptsächlich in Winterregengebieten, einige Arten jedoch auch in Sommerregengebieten.

## Systematik

### Äußere Systematik
Die Mesembryanthemoideae sind eine der vier Unterfamilie der Familie der Mittagsblumengewächse (Aizoaceae) innerhalb der Ordnung der Nelkenartigen (Caryophyllales). Die Unterfamilie unterscheidet sich durch hohle, muschelförmige (koilomorphe) Nektarien von den anderen Unterfamilien.

### Innere Systematik
Die Unterfamilie wurde erstmals 1947 von Gustav Schwantes unter dem Namen Aptenioideae anerkannt. Da eine lateinische Diagnose fehlte, war der Name jedoch gemäß den Regeln des Internationalen Codes der Botanischen Nomenklatur ungültig veröffentlicht. Eine lateinische Diagnose wurde 1962 von Hans-Dieter Ihlenfeldt, Gustav Schwantes und Herbert Straka (1920–2009) unter dem neuen Namen Mesembryanthemoideae veröffentlicht. Der Typus der Unterfamilie ist die Gattung Mesembryanthemum.
Traditionell wird die Unterfamilie in die folgenden Gattungen unterteilt:
- Aptenia
- Aridaria
- Aspazoma
- Brownanthus
- Caulipsolon
- Mesembryanthemum
- Phyllobolus
- Prenia
- Psilocaulon
- Sceletium
- Synaptophyllum

2007 veröffentlichten Cornelia Klak und Mitarbeiter eine Phylogenie der Mesembryanthemoideae für die sie fast alle Arten der Unterfamilie heranzogen. Sie nutzten drei molekulare Marker der Chloroplasten (trnL-F, rbcL-atpB, rps16) und einen des Zellkerns (ITS1) sowie 41 morphologische Merkmale. Die kombinierte Analyse der Chloroplastenmarker und der morphologischen Merkmale führt zu folgendem Kladogramm:
|                         | Aptenia-Gruppe               |
|                         |                              |
|                         | Phyllobolus-splendens-Gruppe |
|                         |                              |
|                         | Sceletium-Gruppe             |
| Vorlage:Klade/Wartung/3 |                              |

|                         | Aridaria-Gruppe    |
|                         |                    |
|                         | Phyllobolus-Gruppe |
|                         |                    |
|                         | Prenia-Gruppe      |
| Vorlage:Klade/Wartung/3 |                    |

|                         | Aptenia-Gruppe               |
|                         |                              |
|                         | Phyllobolus-splendens-Gruppe |
|                         |                              |
|                         | Sceletium-Gruppe             |
| Vorlage:Klade/Wartung/3 |                              |

|                         | Aridaria-Gruppe    |
|                         |                    |
|                         | Phyllobolus-Gruppe |
|                         |                    |
|                         | Prenia-Gruppe      |
| Vorlage:Klade/Wartung/3 |                    |

|                         | Aptenia-Gruppe               |
|                         |                              |
|                         | Phyllobolus-splendens-Gruppe |
|                         |                              |
|                         | Sceletium-Gruppe             |
| Vorlage:Klade/Wartung/3 |                              |

|                         | Aridaria-Gruppe    |
|                         |                    |
|                         | Phyllobolus-Gruppe |
|                         |                    |
|                         | Prenia-Gruppe      |
| Vorlage:Klade/Wartung/3 |                    |

|                         | Aptenia-Gruppe               |
|                         |                              |
|                         | Phyllobolus-splendens-Gruppe |
|                         |                              |
|                         | Sceletium-Gruppe             |
| Vorlage:Klade/Wartung/3 |                              |

|                         | Aridaria-Gruppe    |
|                         |                    |
|                         | Phyllobolus-Gruppe |
|                         |                    |
|                         | Prenia-Gruppe      |
| Vorlage:Klade/Wartung/3 |                    |

|                                                 | \| \| Aspazoma-Gruppe \| \| \| \| \| \| Brownanthus-Gruppe \| \| \| \| |
|                                                 |                                                                        |
|                                                 | Psilocaulon-Gruppe                                                     |
|                                                 |                                                                        |
|                                                 | Mesembryanthemum eurystigmatum                                         |
|                                                 |                                                                        |
|                                                 | Mesembryanthemum-nodiflorum-Gruppe                                     |
| Vorlage:Klade/Wartung/3 Vorlage:Klade/Wartung/4 |                                                                        |
|                                                 | Aspazoma-Gruppe                                                        |
|                                                 |                                                                        |
|                                                 | Brownanthus-Gruppe                                                     |
|                                                 |                                                                        |

|  | Aspazoma-Gruppe    |
|  |                    |
|  | Brownanthus-Gruppe |
|  |                    |

|                         | Aptenia-Gruppe               |
|                         |                              |
|                         | Phyllobolus-splendens-Gruppe |
|                         |                              |
|                         | Sceletium-Gruppe             |
| Vorlage:Klade/Wartung/3 |                              |

|                         | Aridaria-Gruppe    |
|                         |                    |
|                         | Phyllobolus-Gruppe |
|                         |                    |
|                         | Prenia-Gruppe      |
| Vorlage:Klade/Wartung/3 |                    |

|                         | Aptenia-Gruppe               |
|                         |                              |
|                         | Phyllobolus-splendens-Gruppe |
|                         |                              |
|                         | Sceletium-Gruppe             |
| Vorlage:Klade/Wartung/3 |                              |

|                         | Aridaria-Gruppe    |
|                         |                    |
|                         | Phyllobolus-Gruppe |
|                         |                    |
|                         | Prenia-Gruppe      |
| Vorlage:Klade/Wartung/3 |                    |

|                         | Aptenia-Gruppe               |
|                         |                              |
|                         | Phyllobolus-splendens-Gruppe |
|                         |                              |
|                         | Sceletium-Gruppe             |
| Vorlage:Klade/Wartung/3 |                              |

|                         | Aridaria-Gruppe    |
|                         |                    |
|                         | Phyllobolus-Gruppe |
|                         |                    |
|                         | Prenia-Gruppe      |
| Vorlage:Klade/Wartung/3 |                    |

|                         | Aptenia-Gruppe               |
|                         |                              |
|                         | Phyllobolus-splendens-Gruppe |
|                         |                              |
|                         | Sceletium-Gruppe             |
| Vorlage:Klade/Wartung/3 |                              |

|                         | Aridaria-Gruppe    |
|                         |                    |
|                         | Phyllobolus-Gruppe |
|                         |                    |
|                         | Prenia-Gruppe      |
| Vorlage:Klade/Wartung/3 |                    |

|                                                 | \| \| Aspazoma-Gruppe \| \| \| \| \| \| Brownanthus-Gruppe \| \| \| \| |
|                                                 |                                                                        |
|                                                 | Psilocaulon-Gruppe                                                     |
|                                                 |                                                                        |
|                                                 | Mesembryanthemum eurystigmatum                                         |
|                                                 |                                                                        |
|                                                 | Mesembryanthemum-nodiflorum-Gruppe                                     |
| Vorlage:Klade/Wartung/3 Vorlage:Klade/Wartung/4 |                                                                        |
|                                                 | Aspazoma-Gruppe                                                        |
|                                                 |                                                                        |
|                                                 | Brownanthus-Gruppe                                                     |
|                                                 |                                                                        |

|  | Aspazoma-Gruppe    |
|  |                    |
|  | Brownanthus-Gruppe |
|  |                    |

|                         | Aptenia-Gruppe               |
|                         |                              |
|                         | Phyllobolus-splendens-Gruppe |
|                         |                              |
|                         | Sceletium-Gruppe             |
| Vorlage:Klade/Wartung/3 |                              |

|                         | Aridaria-Gruppe    |
|                         |                    |
|                         | Phyllobolus-Gruppe |
|                         |                    |
|                         | Prenia-Gruppe      |
| Vorlage:Klade/Wartung/3 |                    |

|                         | Aptenia-Gruppe               |
|                         |                              |
|                         | Phyllobolus-splendens-Gruppe |
|                         |                              |
|                         | Sceletium-Gruppe             |
| Vorlage:Klade/Wartung/3 |                              |

|                         | Aridaria-Gruppe    |
|                         |                    |
|                         | Phyllobolus-Gruppe |
|                         |                    |
|                         | Prenia-Gruppe      |
| Vorlage:Klade/Wartung/3 |                    |

|                         | Aptenia-Gruppe               |
|                         |                              |
|                         | Phyllobolus-splendens-Gruppe |
|                         |                              |
|                         | Sceletium-Gruppe             |
| Vorlage:Klade/Wartung/3 |                              |

|                         | Aridaria-Gruppe    |
|                         |                    |
|                         | Phyllobolus-Gruppe |
|                         |                    |
|                         | Prenia-Gruppe      |
| Vorlage:Klade/Wartung/3 |                    |

|                         | Aptenia-Gruppe               |
|                         |                              |
|                         | Phyllobolus-splendens-Gruppe |
|                         |                              |
|                         | Sceletium-Gruppe             |
| Vorlage:Klade/Wartung/3 |                              |

|                         | Aridaria-Gruppe    |
|                         |                    |
|                         | Phyllobolus-Gruppe |
|                         |                    |
|                         | Prenia-Gruppe      |
| Vorlage:Klade/Wartung/3 |                    |

|                                                 | \| \| Aspazoma-Gruppe \| \| \| \| \| \| Brownanthus-Gruppe \| \| \| \| |
|                                                 |                                                                        |
|                                                 | Psilocaulon-Gruppe                                                     |
|                                                 |                                                                        |
|                                                 | Mesembryanthemum eurystigmatum                                         |
|                                                 |                                                                        |
|                                                 | Mesembryanthemum-nodiflorum-Gruppe                                     |
| Vorlage:Klade/Wartung/3 Vorlage:Klade/Wartung/4 |                                                                        |
|                                                 | Aspazoma-Gruppe                                                        |
|                                                 |                                                                        |
|                                                 | Brownanthus-Gruppe                                                     |
|                                                 |                                                                        |

|  | Aspazoma-Gruppe    |
|  |                    |
|  | Brownanthus-Gruppe |
|  |                    |

|                         | Aptenia-Gruppe               |
|                         |                              |
|                         | Phyllobolus-splendens-Gruppe |
|                         |                              |
|                         | Sceletium-Gruppe             |
| Vorlage:Klade/Wartung/3 |                              |

|                         | Aridaria-Gruppe    |
|                         |                    |
|                         | Phyllobolus-Gruppe |
|                         |                    |
|                         | Prenia-Gruppe      |
| Vorlage:Klade/Wartung/3 |                    |

|                         | Aptenia-Gruppe               |
|                         |                              |
|                         | Phyllobolus-splendens-Gruppe |
|                         |                              |
|                         | Sceletium-Gruppe             |
| Vorlage:Klade/Wartung/3 |                              |

|                         | Aridaria-Gruppe    |
|                         |                    |
|                         | Phyllobolus-Gruppe |
|                         |                    |
|                         | Prenia-Gruppe      |
| Vorlage:Klade/Wartung/3 |                    |

|                         | Aptenia-Gruppe               |
|                         |                              |
|                         | Phyllobolus-splendens-Gruppe |
|                         |                              |
|                         | Sceletium-Gruppe             |
| Vorlage:Klade/Wartung/3 |                              |

|                         | Aridaria-Gruppe    |
|                         |                    |
|                         | Phyllobolus-Gruppe |
|                         |                    |
|                         | Prenia-Gruppe      |
| Vorlage:Klade/Wartung/3 |                    |

|                         | Aptenia-Gruppe               |
|                         |                              |
|                         | Phyllobolus-splendens-Gruppe |
|                         |                              |
|                         | Sceletium-Gruppe             |
| Vorlage:Klade/Wartung/3 |                              |

|                         | Aridaria-Gruppe    |
|                         |                    |
|                         | Phyllobolus-Gruppe |
|                         |                    |
|                         | Prenia-Gruppe      |
| Vorlage:Klade/Wartung/3 |                    |

|                                                 | \| \| Aspazoma-Gruppe \| \| \| \| \| \| Brownanthus-Gruppe \| \| \| \| |
|                                                 |                                                                        |
|                                                 | Psilocaulon-Gruppe                                                     |
|                                                 |                                                                        |
|                                                 | Mesembryanthemum eurystigmatum                                         |
|                                                 |                                                                        |
|                                                 | Mesembryanthemum-nodiflorum-Gruppe                                     |
| Vorlage:Klade/Wartung/3 Vorlage:Klade/Wartung/4 |                                                                        |
|                                                 | Aspazoma-Gruppe                                                        |
|                                                 |                                                                        |
|                                                 | Brownanthus-Gruppe                                                     |
|                                                 |                                                                        |

|  | Aspazoma-Gruppe    |
|  |                    |
|  | Brownanthus-Gruppe |
|  |                    |

|  | Mesembryanthemum-aitonis-Gruppe |
|  |                                 |

|                         | Aptenia-Gruppe               |
|                         |                              |
|                         | Phyllobolus-splendens-Gruppe |
|                         |                              |
|                         | Sceletium-Gruppe             |
| Vorlage:Klade/Wartung/3 |                              |

|                         | Aridaria-Gruppe    |
|                         |                    |
|                         | Phyllobolus-Gruppe |
|                         |                    |
|                         | Prenia-Gruppe      |
| Vorlage:Klade/Wartung/3 |                    |

|                         | Aptenia-Gruppe               |
|                         |                              |
|                         | Phyllobolus-splendens-Gruppe |
|                         |                              |
|                         | Sceletium-Gruppe             |
| Vorlage:Klade/Wartung/3 |                              |

|                         | Aridaria-Gruppe    |
|                         |                    |
|                         | Phyllobolus-Gruppe |
|                         |                    |
|                         | Prenia-Gruppe      |
| Vorlage:Klade/Wartung/3 |                    |

|                         | Aptenia-Gruppe               |
|                         |                              |
|                         | Phyllobolus-splendens-Gruppe |
|                         |                              |
|                         | Sceletium-Gruppe             |
| Vorlage:Klade/Wartung/3 |                              |

|                         | Aridaria-Gruppe    |
|                         |                    |
|                         | Phyllobolus-Gruppe |
|                         |                    |
|                         | Prenia-Gruppe      |
| Vorlage:Klade/Wartung/3 |                    |

|                         | Aptenia-Gruppe               |
|                         |                              |
|                         | Phyllobolus-splendens-Gruppe |
|                         |                              |
|                         | Sceletium-Gruppe             |
| Vorlage:Klade/Wartung/3 |                              |

|                         | Aridaria-Gruppe    |
|                         |                    |
|                         | Phyllobolus-Gruppe |
|                         |                    |
|                         | Prenia-Gruppe      |
| Vorlage:Klade/Wartung/3 |                    |

|                                                 | \| \| Aspazoma-Gruppe \| \| \| \| \| \| Brownanthus-Gruppe \| \| \| \| |
|                                                 |                                                                        |
|                                                 | Psilocaulon-Gruppe                                                     |
|                                                 |                                                                        |
|                                                 | Mesembryanthemum eurystigmatum                                         |
|                                                 |                                                                        |
|                                                 | Mesembryanthemum-nodiflorum-Gruppe                                     |
| Vorlage:Klade/Wartung/3 Vorlage:Klade/Wartung/4 |                                                                        |
|                                                 | Aspazoma-Gruppe                                                        |
|                                                 |                                                                        |
|                                                 | Brownanthus-Gruppe                                                     |
|                                                 |                                                                        |

|  | Aspazoma-Gruppe    |
|  |                    |
|  | Brownanthus-Gruppe |
|  |                    |

|                         | Aptenia-Gruppe               |
|                         |                              |
|                         | Phyllobolus-splendens-Gruppe |
|                         |                              |
|                         | Sceletium-Gruppe             |
| Vorlage:Klade/Wartung/3 |                              |

|                         | Aridaria-Gruppe    |
|                         |                    |
|                         | Phyllobolus-Gruppe |
|                         |                    |
|                         | Prenia-Gruppe      |
| Vorlage:Klade/Wartung/3 |                    |

|                         | Aptenia-Gruppe               |
|                         |                              |
|                         | Phyllobolus-splendens-Gruppe |
|                         |                              |
|                         | Sceletium-Gruppe             |
| Vorlage:Klade/Wartung/3 |                              |

|                         | Aridaria-Gruppe    |
|                         |                    |
|                         | Phyllobolus-Gruppe |
|                         |                    |
|                         | Prenia-Gruppe      |
| Vorlage:Klade/Wartung/3 |                    |

|                         | Aptenia-Gruppe               |
|                         |                              |
|                         | Phyllobolus-splendens-Gruppe |
|                         |                              |
|                         | Sceletium-Gruppe             |
| Vorlage:Klade/Wartung/3 |                              |

|                         | Aridaria-Gruppe    |
|                         |                    |
|                         | Phyllobolus-Gruppe |
|                         |                    |
|                         | Prenia-Gruppe      |
| Vorlage:Klade/Wartung/3 |                    |

|                         | Aptenia-Gruppe               |
|                         |                              |
|                         | Phyllobolus-splendens-Gruppe |
|                         |                              |
|                         | Sceletium-Gruppe             |
| Vorlage:Klade/Wartung/3 |                              |

|                         | Aridaria-Gruppe    |
|                         |                    |
|                         | Phyllobolus-Gruppe |
|                         |                    |
|                         | Prenia-Gruppe      |
| Vorlage:Klade/Wartung/3 |                    |

|                                                 | \| \| Aspazoma-Gruppe \| \| \| \| \| \| Brownanthus-Gruppe \| \| \| \| |
|                                                 |                                                                        |
|                                                 | Psilocaulon-Gruppe                                                     |
|                                                 |                                                                        |
|                                                 | Mesembryanthemum eurystigmatum                                         |
|                                                 |                                                                        |
|                                                 | Mesembryanthemum-nodiflorum-Gruppe                                     |
| Vorlage:Klade/Wartung/3 Vorlage:Klade/Wartung/4 |                                                                        |
|                                                 | Aspazoma-Gruppe                                                        |
|                                                 |                                                                        |
|                                                 | Brownanthus-Gruppe                                                     |
|                                                 |                                                                        |

|  | Aspazoma-Gruppe    |
|  |                    |
|  | Brownanthus-Gruppe |
|  |                    |

|                         | Aptenia-Gruppe               |
|                         |                              |
|                         | Phyllobolus-splendens-Gruppe |
|                         |                              |
|                         | Sceletium-Gruppe             |
| Vorlage:Klade/Wartung/3 |                              |

|                         | Aridaria-Gruppe    |
|                         |                    |
|                         | Phyllobolus-Gruppe |
|                         |                    |
|                         | Prenia-Gruppe      |
| Vorlage:Klade/Wartung/3 |                    |

|                         | Aptenia-Gruppe               |
|                         |                              |
|                         | Phyllobolus-splendens-Gruppe |
|                         |                              |
|                         | Sceletium-Gruppe             |
| Vorlage:Klade/Wartung/3 |                              |

|                         | Aridaria-Gruppe    |
|                         |                    |
|                         | Phyllobolus-Gruppe |
|                         |                    |
|                         | Prenia-Gruppe      |
| Vorlage:Klade/Wartung/3 |                    |

|                         | Aptenia-Gruppe               |
|                         |                              |
|                         | Phyllobolus-splendens-Gruppe |
|                         |                              |
|                         | Sceletium-Gruppe             |
| Vorlage:Klade/Wartung/3 |                              |

|                         | Aridaria-Gruppe    |
|                         |                    |
|                         | Phyllobolus-Gruppe |
|                         |                    |
|                         | Prenia-Gruppe      |
| Vorlage:Klade/Wartung/3 |                    |

|                         | Aptenia-Gruppe               |
|                         |                              |
|                         | Phyllobolus-splendens-Gruppe |
|                         |                              |
|                         | Sceletium-Gruppe             |
| Vorlage:Klade/Wartung/3 |                              |

|                         | Aridaria-Gruppe    |
|                         |                    |
|                         | Phyllobolus-Gruppe |
|                         |                    |
|                         | Prenia-Gruppe      |
| Vorlage:Klade/Wartung/3 |                    |

|                                                 | \| \| Aspazoma-Gruppe \| \| \| \| \| \| Brownanthus-Gruppe \| \| \| \| |
|                                                 |                                                                        |
|                                                 | Psilocaulon-Gruppe                                                     |
|                                                 |                                                                        |
|                                                 | Mesembryanthemum eurystigmatum                                         |
|                                                 |                                                                        |
|                                                 | Mesembryanthemum-nodiflorum-Gruppe                                     |
| Vorlage:Klade/Wartung/3 Vorlage:Klade/Wartung/4 |                                                                        |
|                                                 | Aspazoma-Gruppe                                                        |
|                                                 |                                                                        |
|                                                 | Brownanthus-Gruppe                                                     |
|                                                 |                                                                        |

|  | Aspazoma-Gruppe    |
|  |                    |
|  | Brownanthus-Gruppe |
|  |                    |

|                         | Aptenia-Gruppe               |
|                         |                              |
|                         | Phyllobolus-splendens-Gruppe |
|                         |                              |
|                         | Sceletium-Gruppe             |
| Vorlage:Klade/Wartung/3 |                              |

|                         | Aridaria-Gruppe    |
|                         |                    |
|                         | Phyllobolus-Gruppe |
|                         |                    |
|                         | Prenia-Gruppe      |
| Vorlage:Klade/Wartung/3 |                    |

|                         | Aptenia-Gruppe               |
|                         |                              |
|                         | Phyllobolus-splendens-Gruppe |
|                         |                              |
|                         | Sceletium-Gruppe             |
| Vorlage:Klade/Wartung/3 |                              |

|                         | Aridaria-Gruppe    |
|                         |                    |
|                         | Phyllobolus-Gruppe |
|                         |                    |
|                         | Prenia-Gruppe      |
| Vorlage:Klade/Wartung/3 |                    |

|                         | Aptenia-Gruppe               |
|                         |                              |
|                         | Phyllobolus-splendens-Gruppe |
|                         |                              |
|                         | Sceletium-Gruppe             |
| Vorlage:Klade/Wartung/3 |                              |

|                         | Aridaria-Gruppe    |
|                         |                    |
|                         | Phyllobolus-Gruppe |
|                         |                    |
|                         | Prenia-Gruppe      |
| Vorlage:Klade/Wartung/3 |                    |

|                         | Aptenia-Gruppe               |
|                         |                              |
|                         | Phyllobolus-splendens-Gruppe |
|                         |                              |
|                         | Sceletium-Gruppe             |
| Vorlage:Klade/Wartung/3 |                              |

|                         | Aridaria-Gruppe    |
|                         |                    |
|                         | Phyllobolus-Gruppe |
|                         |                    |
|                         | Prenia-Gruppe      |
| Vorlage:Klade/Wartung/3 |                    |

|                                                 | \| \| Aspazoma-Gruppe \| \| \| \| \| \| Brownanthus-Gruppe \| \| \| \| |
|                                                 |                                                                        |
|                                                 | Psilocaulon-Gruppe                                                     |
|                                                 |                                                                        |
|                                                 | Mesembryanthemum eurystigmatum                                         |
|                                                 |                                                                        |
|                                                 | Mesembryanthemum-nodiflorum-Gruppe                                     |
| Vorlage:Klade/Wartung/3 Vorlage:Klade/Wartung/4 |                                                                        |
|                                                 | Aspazoma-Gruppe                                                        |
|                                                 |                                                                        |
|                                                 | Brownanthus-Gruppe                                                     |
|                                                 |                                                                        |

|  | Aspazoma-Gruppe    |
|  |                    |
|  | Brownanthus-Gruppe |
|  |                    |

|  | Mesembryanthemum-aitonis-Gruppe |
|  |                                 |

Cornelia Klak und Mitarbeiter schlossen aus ihren Ergebnissen, dass es nicht möglich sei, die bisherigen Gattungen aufrechtzuerhalten und vereinigten alle bekannten Arten in der monophyletischen Gattung Mesembryanthemum, die 101 Arten enthält. Sigrid Liede-Schumann und Heidrun E. K. Hartmann kritisierten die Methodik der Untersuchungen und sprachen sich für eine Beibehaltung der etablierten Gattungsgliederung aus, bis eine besser aufgelöste Phylogenie verfügbar ist.
| Mesembryanthemum-aitonis-Gruppe - Mesembryanthemum aitonis Jacq. - Mesembryanthemum longistylum DC. Klade A - Aptenia-Gruppe - Mesembryanthemum cordifolium L.f. - Mesembryanthemum geniculiflorum L. - Mesembryanthemum haeckelianum A.Berger - Mesembryanthemum lancifolium (L.Bolus) Klak - Aridaria-Gruppe - Mesembryanthemum brevicarpum (L.Bolus) Klak - Mesembryanthemum noctiflorum L. - Mesembryanthemum noctiflorum subsp. noctiflorum - Mesembryanthemum noctiflorum subsp. defoliatum (Haw.) Klak - Mesembryanthemum noctiflorum subsp. stramineum (Haw.) Klak - Mesembryanthemum occidentale Klak - Mesembryanthemum serotinum (L.Bolus) Klak - Cryophytum-Gruppe - Mesembryanthemum barklyi N.E.Br. - Mesembryanthemum crystallinum L. - Mesembryanthemum gariusanum Dinter - Mesembryanthemum guerichianum Pax - Mesembryanthemum inachabense Engl. - Mesembryanthemum longipapillosum Dinter - Mesembryanthemum pellitum Friedrich - Opophytum-Gruppe - Mesembryanthemum cryptanthum Hook. f. - Mesembryanthemum fastigiatum Thunb. - Mesembryanthemum hypertrophicum Dinter - Phyllobolus-Gruppe - Mesembryanthemum amabile (Gerbaulet & Struck) Klak - Mesembryanthemum baylissii (L.Bolus) Klak - Mesembryanthemum canaliculatum Haw. - Mesembryanthemum caducum Klak - Mesembryanthemum caudatum L.Bolus - Mesembryanthemum chrysophthalmum (Gerbaulet & Struck) Klak - Mesembryanthemum deciduum (L.Bolus) Klak - Mesembryanthemum decurvatum (L.Bolus) Klak - Mesembryanthemum delum L.Bolus - Mesembryanthemum gariepense (Gerbaulet & Struck) Klak - Mesembryanthemum grossum Aiton - Mesembryanthemum holense Klak - Mesembryanthemum latipetalum (L.Bolus) Klak - Mesembryanthemum lignescens (L.Bolus) Klak - Mesembryanthemum ligneum (L.Bolus) Klak - Mesembryanthemum lilliputanum Klak - Mesembryanthemum nitidum Haw. - Mesembryanthemum oculatum N.E.Br. - Mesembryanthemum prasinum (L.Bolus) Klak - Mesembryanthemum pumilum (L.Bolus) Klak - Mesembryanthemum quartziticla Klak - Mesembryanthemum rabiei (L.Bolus) Klak - Mesembryanthemum resurgens Kensit - Mesembryanthemum sinuosum L.Bolus - Mesembryanthemum spinuliferum Haw. - Mesembryanthemum suffruticosum (L.Bolus) Klak - Mesembryanthemum tenuiflorum Jacq. - Mesembryanthemum trichotomum Thunb. - Mesembryanthemum vanheerdei (L.Bolus) Klak - Mesembryanthemum viridiflorum Aiton - Phyllobolus-splendens-Gruppe - Mesembryanthemum splendens L. - Mesembryanthemum splendens subsp. splendens - Mesembryanthemum splendens subsp. pentagonum (L.Bolus) Klak - Prenia-Gruppe - Mesembryanthemum englishiae L.Bolus - Mesembryanthemum pallens Aiton - Mesembryanthemum pallens subsp. pallens - Mesembryanthemum pallens subsp. lanceum (Thunb.) Klak - Mesembryanthemum pallens subsp. luteum (L.Bolus) Klak - Mesembryanthemum pallens subsp. namaquense (Gerbaulet) Klak - Mesembryanthemum radicans (L.Bolus) Klak - Mesembryanthemum sladenianum L.Bolus - Mesembryanthemum tetragonum Thunb. - Mesembryanthemum vanrensburgii (L.Bolus) Klak - Sceletium-Gruppe - Mesembryanthemum archeri (L.Bolus) Klak - Mesembryanthemum crassicaule Haw. - Mesembryanthemum emarcidum Thunb. - Mesembryanthemum exalatum (Gerbaulet) Klak - Mesembryanthemum expansum L. - Mesembryanthemum ladismithiense Klak - Mesembryanthemum tortuosum L. - Mesembryanthemum varians Haw. Klade B - Aspazoma-Gruppe - Mesembryanthemum amplectens L.Bolus - Mesembryanthemum digitatum Aiton - Mesembryanthemum digitatum subsp. digitatum - Mesembryanthemum digitatum subsp. littlewoodii (L.Bolus) Klak - Brownanthus-Gruppe - Mesembryanthemum arenosum Schinz - Mesembryanthemum corallinum Thunb. - Mesembryanthemum glareicola (Klak) Klak - Mesembryanthemum kuntzei Schinz - Mesembryanthemum marlothii Pax - Mesembryanthemum namibense Marloth - Mesembryanthemum napierense Klak - Mesembryanthemum neglectum (S.M.Pierce & Gerbaulet) Klak - Mesembryanthemum nucifer (Ihlenf. & Bittrich) Klak - Mesembryanthemum pseudoschlichtianum (S.M.Pierce & Gerbaulet) Klak - Mesembryanthemum schenckii Schinz - Mesembryanthemum springbokense Klak - Mesembryanthemum tomentosum Klak - Mesembryanthemum vaginatum Lam. - Mesembryanthemum-nodiflorum-Gruppe - Mesembryanthemum excavatum (L.Bolus) L.Bolus - Mesembryanthemum nodiflorum L. - Mesembryanthemum stenandrum (L.Bolus) L.Bolus - Mesembryanthemum subtruncatum L.Bolus - Psilocaulon-Gruppe - Mesembryanthemum articulatum Thunb. - Mesembryanthemum bicorne Sond. - Mesembryanthemum coriarium Burch. ex N.E.Br. - Mesembryanthemum dimorphum Welw. ex Oliv. - Mesembryanthemum dinteri Engl. - Mesembryanthemum gessertianum Dinter & A.Berger - Mesembryanthemum granulicaule Haw. - Mesembryanthemum junceum Haw. - Mesembryanthemum juttae Dinter & A.Berger - Mesembryanthemum leptarthron A.Berger - Mesembryanthemum neofoliosum Klak - Mesembryanthemum parviflorum Jacq. - Mesembryanthemum rapaceum Jacq. - Mesembryanthemum salicornioides Pax - Mesembryanthemum subnodosum A.Berger Nicht zugeordnet - Mesembryanthemum eurystigmatum Gerbaulet Synonyme der Gattung sind demnach Aptenia N.E.Br., Aridaria N.E.Br., Aspazoma N.E.Br., Brownanthus Schwantes, Caulipsolon Klak, Dactylopsis N.E.Br., Phyllobolus N.E.Br., Prenia N.E.Br., Psilocaulon N.E.Br., Pseudobrownanthus Ihlenf. & Bittrich, Sceletium N.E.Br. und Synaptophyllum N.E.Br.. |

## Nachweise